# 아이온 LX
아이온 LX(영어: Aion LX)는 GAC 아이온에서 2018년부터 생산 중인 중형 전기 크로스오버 SUV이다.

## 생산 대수
| 연도   | 판매 대수 | 참고 문헌                   |
| ------ | --------- | --------------------------- |
| 2019년 | 1,341     | 10월부터 생산이 시작되었다. |
| 2020년 | 2,744     |                             |
| 2021년 | 1,003     |                             |
| 2024년 | 432       |                             |

## 같이 보기
- 아이온 S